# Dorpenomloop Rucphen 2011
La Dorpenomloop Rucphen 2011, trentacinquesima edizione della corsa, valida come evento dell'UCI Europe Tour 2011 categoria 1.2, si svolse il 13 marzo 2011 su un percorso di 164 km. Fu vinta dall'olandese Barry Markus, che giunse al traguardo in 3h 40' 52" alla media di 44,55 km/h.
Furono 127 in totale i ciclisti che portarono a termine la gara.

## Ordine d'arrivo (Top 10)
| Pos. | Corridore          | Squadra         | Tempo    |
| ---- | ------------------ | --------------- | -------- |
| 1    | Barry Markus       | Rabobank Con.   | 3h40'52" |
| 2    | Moreno Hofland     | Rabobank Con.   | s.t.     |
| 3    | Steve Schets       | Donckers Koffie | s.t.     |
| 4    | Kurt Hovelijnck    | Donckers Koffie | s.t.     |
| 5    | Yoeri Havik        | De Rijke        | s.t.     |
| 6    | Daniel McLay       | Omega Pharma    | s.t.     |
| 7    | Wouter Wippert     | Omega Pharma    | s.t.     |
| 8    | Aleksandr Cholodov | Itera-Katusha   | s.t.     |
| 9    | Sebastian Körber   | Nutrixxion      | s.t.     |
| 10   | Markus Eichler     | Team NSP        | s.t.     |